# 道の駅さんのへ
道の駅さんのへ（みちのえき さんのへ）は、青森県三戸郡三戸町にある国道4号の道の駅である。

## 施設
- 駐車場
  - 普通車：50台
  - 大型車：6台
  - 身障者用駐車場：2台
- トイレ（いずれも24時間利用可能）
  - 男：大 3器、小 8器
  - 女：5器
  - 身障者用：1器
- 公衆電話：1台
- 売店「ふれあいハウス」（9:00 - 18:00、12月31日・1月1日のみ休館）
- 食堂「三戸食堂白山」（10:00 - 15:00）

### 管理団体
- 道の駅さんのへ共同事業体

## 休館日
- 12月31日 - 1月1日

## アクセス
- 国道4号
- 青森県道45号十和田三戸線から町道経由

## 周辺
- 青森県立三戸高等学校
- 城山公園
  - 三戸城跡
- 青い森鉄道 三戸駅